# 三重県道421号勢和兄国松阪線
三重県道421号勢和兄国松阪線（みえけんどう421ごう せいわえくにまつさかせん）は、三重県多気郡多気町から松阪市に至る一般県道である。

## 概要
多気郡多気町古江から松阪市早馬瀬町に至る。

### 路線データ
- 起点：多気郡多気町古江（三重県道429号佐原勢和松阪線交点）
- 終点：松阪市早馬瀬町（三重県道428号伊勢小俣松阪線交点）
- 総延長：14.964 km

## 歴史
- 1959年（昭和34年）1月25日 - 路線認定[1]。
- 1964年（昭和39年）3月31日 - 車両制限令[2]第5条第1項に基づき、「自動車の交通量がきわめて少ないと認める道路」に、この県道421号の以下の区間（6,966 m）が指定された[3]。

多気郡多気町相可（国道42号交点） - 松阪市大字早馬瀬（三重県道428号伊勢小俣松阪線交点＝終点）

## 路線状況

### 重複区間
- 三重県道702号茅原丹生線（多気郡多気町丹生 - 多気郡多気町津留）
- 三重県道708号仁田多気停車場線（多気郡多気町多気・新橋東詰交差点 - 多気郡多気町多気）
- 三重県道529号多気停車場斎明線（多気郡多気町多気 - 多気郡多気町弟国・弟国交差点）
- 三重県道119号松阪度会線（多気郡多気町多気 - 松阪市早馬瀬町・早馬瀬町交差点）

### 道路施設

#### 橋梁
- 新橋（佐奈川、多気郡多気町）
- 前川（祓川、多気郡多気町 - 松阪市、三重県道119号松阪度会線重複区間内）

### 交通量
平日12時間交通量
| 地点           | 交通量 |
| -------------- | ------ |
| 多気郡多気町牧 | 516台  |

## 地理

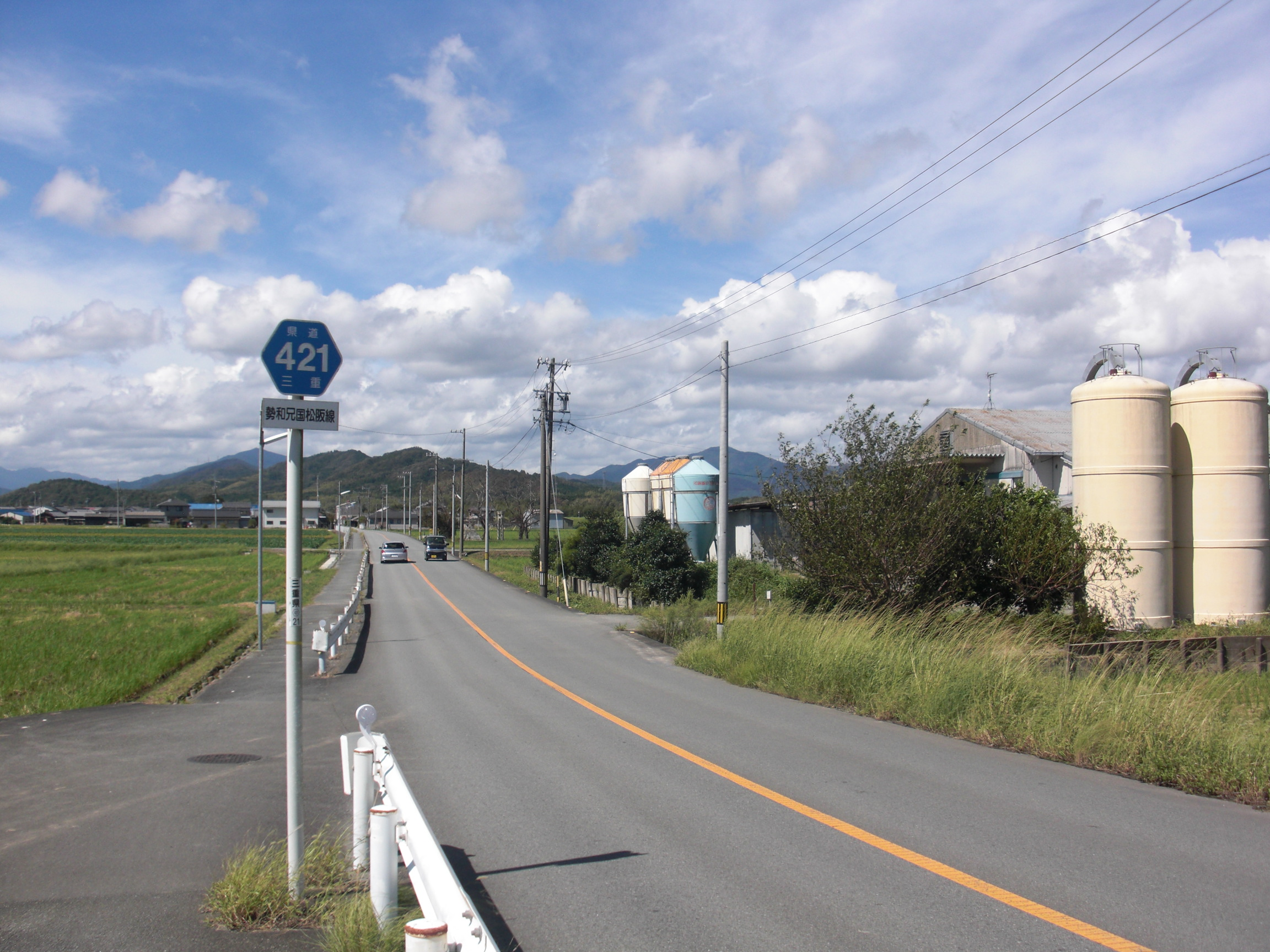
沿線風景（多気郡多気町兄国）

### 通過する自治体
- 三重県
  - 多気郡多気町 - 松阪市

### 交差する道路
| 交差する道路 | 市町村名 | 市町村名 | 交差する場所 | 交差する場所     |
| --- | -------- | -------- | ------------ | ---------------- |
| 三重県道429号佐原勢和松阪線                                                                                                | 多気郡   | 多気町   | 古江         | 起点             |
| 国道368号 | 多気郡   | 多気町   | 古江         | 古江交差点       |
| 三重県道702号茅原丹生線 重複区間起点                                                                                       | 多気郡   | 多気町   | 丹生         |                  |
| 三重県道702号茅原丹生線 重複区間終点                                                                                       | 多気郡   | 多気町   | 津留         |                  |
| 三重県道160号松阪多気線 | 多気郡   | 多気町   | 相可         | 相可駅入口交差点 |
| 国道42号 / 松阪多気バイパス                                                                                                | 多気郡   | 多気町   | 荒蒔         |                  |
| 三重県道708号仁田多気停車場線 重複区間起点                                                                                 | 多気郡   | 多気町   | 多気         | 新橋東詰交差点   |
| 三重県道119号松阪度会線 重複区間起点 三重県道529号多気停車場斎明線 重複区間起点 三重県道708号仁田多気停車場線 重複区間終点 | 多気郡   | 多気町   | 多気         |                  |
| 三重県道529号多気停車場斎明線 重複区間終点                                                                                 | 多気郡   | 多気町   | 弟国         | 弟国交差点       |
| 三重県道37号鳥羽松阪線 三重県道119号松阪度会線 重複区間終点                                                                | 松阪市   | 松阪市   | 早馬瀬町     | 早馬瀬町交差点   |
| 三重県道428号伊勢小俣松阪線                                                                                                | 松阪市   | 松阪市   | 早馬瀬町     | 終点             |

### 交差する鉄道
- 紀勢本線

### 沿線
- JA多気郡
  - 勢和支店
  - 相可支店
  - 多気営農センター
- 立梅用水
- 櫛田川
- 丹生大師（丹生山神宮寺）
- 丹生郵便局
- 多気町立津田小学校
- 三重県立相可高等学校
- 多気郵便局
- JR東海紀勢本線 相可駅
- 多気町立相可小学校
- 多気駅前郵便局
- JR東海紀勢本線・参宮線 多気駅
- 松阪市立漕代小学校
- 松阪市役所漕代地区市民センター